# Bulbophyllum erythrostictum
Bulbophyllum erythrostictum är en orkidéart som beskrevs av Paul Ormerod. Bulbophyllum erythrostictum ingår i släktet Bulbophyllum och familjen orkidéer. Inga underarter finns listade i Catalogue of Life.